# Desemantizzazione
La desemantizzazione è un fenomeno linguistico studiato dalla semiotica per il quale un termine perde o altera il proprio significato originario ("semantico") o il collegamento simbolico con il proprio referente originario. In questo modo vengono tolti alcuni significati parziali di una parola per mettere in evidenza un significato più ampio (per esempio: "ammazzare il tempo").

## Nella cultura di massa
Collegata ai processi di desemantizzazione è la cultura massmediologica che con la mole e la ripetizione informativa depista (per slogan, propaganda, linguaggio pubblicitario, uso comune) la rigorosità dei significati.
Quella cioè che è stata chiamata la «sovrasaturazione semantica» di un termine può portare «a un uso così esteso e banalizzato da svuotarlo da ogni significato preciso»
Così può accadere che a seguito di svariati mutamenti di significato, il termine desemantizzato finisce per perdere ogni valore applicabile, e scendere al livello di parola-senza-referente, ovvero non-parola come accade in certe filastrocche come la conta italiana Ponte ponente ponte pì. il cui testo, reso nonsense e completamente desemantizzato dalla trasmissione orale, riecheggia solo nel suono la comptine originaria.

## Un esempio sociologico-politico di desemantizzazione
Un esempio di desemantizzazione di massa fu quello praticato nel regime fascista con le "frasi del duce" e persino con i distintivi, che evidenziavano un'appartenenza senza la necessità di spiegarla: così la famosa cimice «parlava chiaro col non esserci più all'indomani del delitto Matteotti o del 25 luglio».